# Proyección de Fischer

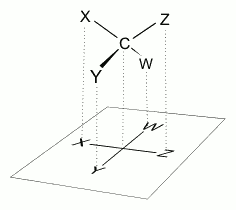
Proyección de una molécula tetraédrica sobre una superficie plana.

Visualización de una Proyección de Fischer.

La proyección de Fischer, ideada por el químico alemán Hermann Emil Fischer en 1891, es una proyección bidimensional utilizada en química orgánica para representar la disposición espacial de moléculas en las que uno o más átomos de carbono están unidos a 4 sustituyentes diferentes. 
Estos átomos pueden existir en dos configuraciones espacialmente diferentes, que son imágenes especulares (simétricas respecto a un plano) entre sí, como lo son la mano derecha de la izquierda, y al igual que éstas no son superponibles en el espacio.
Estos átomos constituyen centros quirales o de isomería espacial. Cada centro quiral da lugar a dos moléculas isómeras especulares o enantiómeros. Una molécula con 2 centros quirales puede tener 4 estereoisómeros (22 esteroisómeros, 2 parejas de enantiómeros); una con 3 centros quirales puede tener 8 estereoisómeros (23 esteroisómeros, 4 parejas de enantiómeros); y así sucesivamente.
Los estereoisómeros que posibilitan los centros quirales de una molécula son, en principio, iguales química y físicamente, salvo que al incidir sobre sus respectivas disoluciones la luz polarizada el plano de vibración de esta gira un ángulo diferente en cada caso.
En una proyección de Fischer se representa cada carbono quiral con sus cuatro sustituyentes dispuestos en cruz aplicando la siguiente convención:
- Los sustituyentes situados a derecha e izquierda sobresalen del plano de representación (papel o pantalla) y en el espacio estarían situados por delante de dicho plano, hacia el observador.
- Los sustituyentes representados arriba y debajo del centro quiral estarían situados espacialmente detrás del átomo quiral.

Hay que cuidar de no girar 90° la proyección de una molécula dada, porque obtendremos la representación de su enantiómero: los sustituyentes que en la primera estaban dirigidos "hacia el fondo" habrán pasado a estarlo "hacia adelante" y viceversa.

## Ejemplos
- 1.º Operación "no permitida": Las dos proyecciones siguientes resultan de girar la de la izquierda 90° a la derecha. El resultado es que no representan la misma molécula, sino a un par de imágenes especulares.

```
                    OH                                                           NH
2

                    |                                                             |
              H
2
N - C -H         Giro de 90° hacia la derecha:                F - C - OH   
                    |                                                             |    
                    F                                                             H
```

- 2.º Operación "permitida": Si aplicamos un plano de simetría —vertical u horizontal— a la proyección de una molécula obtendremos la proyección de su isómero especular; en este caso la de la molécula de la fotografía:

```
                  OH
                  |
            H
2
N - C - H
                  |
                  F
```

```

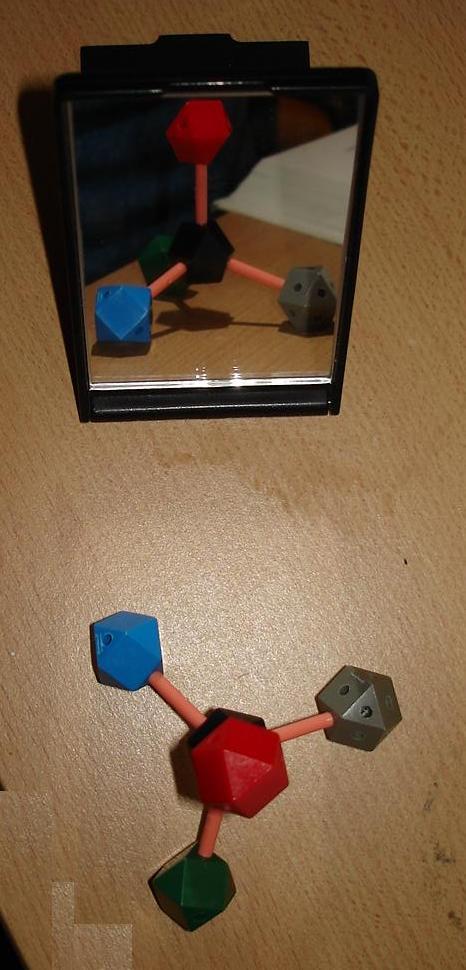
La imagen especular de la molécula y ella misma no se pueden superponer. Esto representa un centro quiral. Para representar en papel estas moléculas se recurre a las proyecciones.

         ––––––––––––––––––       Plano de simetría
```

```
                  F
                  |
            H
2
N - C - H
                  |
                  OH
```

La primera fórmula representa el isómero que aparece en el espejo de la fotografía de la derecha y la segunda el que se halla sobre la mesa. En dicha fotografía se utilizan los siguientes colores para cada grupo funcional o sustituyente:
- Azul: NH2
- Gris: H
- Rojo: OH
- Verde: F
- Negro: C

Para situar la imagen del espejo en la posición que indica la 1.ª proyección hay que girar mentalmente la molécula alrededor del átomo central, moviendo la bola roja "hacia el fondo" y la verde hacia abajo y adelante, de modo que la roja la negra y la verde queden en el mismo plano vertical, y que la azul y la gris se "levanten" hasta formar un plano horizontal junto a la negra.
Para hacer lo mismo con el modelo que hay sobre la mesa hasta la posición indicada en la 2.ª proyección: Hay que voltear la molécula "bajando" las bolas azul y gris, situándolas, junto a la negra, en un plano horizontal, pero "por delante" de esta. Las bolas verde y roja quedarían, junto a la negra, en un plano vertical, pero "por detrás" de esta: la verde encima y la roja debajo, como en la proyección.